# Jagodno
Jagodno je jedno od 58 velikogoričkih naselja u području Turopolja. Smješteno je istočno od Grada Velike Gorice, između susjednih mjesta, Novog Čiča i Ribnice.
Prostorni smještaj na karti: 45°42'0" sjeverne zemljopisne širine i 16°9'0" istočne zemljopisne dužine. Nadmorska visina na kojoj se nalazi je 101 metar.
Prosječne udaljenosti: Jagodno-Velika Gorica iznosi 5 kilometra, Jagodno-Zagreb 15 kilometara.
Poštanski broj naselja je 10410 Velika Gorica.
Izvorište rijeke Odre, tj. okolica mjesta Jagodno evidentirana je kao ekološki zaštićeni krajolik zbog nastamba vrlo rijetkih vrsta ptica u ovom dijelu Europe. Područje u okolici je bogato hrastom - jedan od glavnih prirodnih resursa koji je u povijesti Turopolja omogućio i čuvenu gradnju sakralnih i drugih objekata od drva.
Jagodno je bilo pogođeno poplavom Save iz rujna 2010.

## Stanovništvo
| broj stanovnika | 123   | 137   | 162   | 183   | 227   | 261   | 243   | 230   | 227   | 222   | 210   | 199   | 227   | 272   | 456   | 521   | 533   |
|                 | 1857. | 1869. | 1880. | 1890. | 1900. | 1910. | 1921. | 1931. | 1948. | 1953. | 1961. | 1971. | 1981. | 1991. | 2001. | 2011. | 2021. |

Broj stanovnika: 
- 1981. = 227 stanovnika,
- 1991. = 272 stanovnika,
- 2001. = 456 stanovnika,
- 2011. = 521 stanovnika.